# National Football League 1982 (Fiji)
In 1982 werd het 6e officiële Fijisch National Football League gespeeld. Titelhouder was Nadi FC. Nadi FC werd voor vierde keer kampioen. 

## Nacompetitie
Tailevu Naitasiri FC moest spelen tegen Nasinu FC voor promotie/degradatie. Tailevu Naitasiri FC verloor van Nasinu FC.

## Kampioen
| 1982                        |
| Vlag van Fiji               |
| --------------------------- |
| Nadi FC Kampioen (4° titel) |